# GODIEGO 35TH ANNIVERSARY SELECTION
『GODIEGO 35TH ANNIVERSARY SELECTION』（ゴダイゴ・サーティフィフス・アニバーサリー・セレクション）は、2011年11月16日に発売されたゴダイゴのベスト・アルバム。

## 解説
- 品番はCOKM-31146
- ゴダイゴ結成35周年を記念して、『GODIEGO SINGLES』とともに、配信限定で発売された。また同時にゴダイゴのオリジナル・アルバムとライヴ・アルバムすべてと『GODIEGO GREAT BEST』がともに配信開始された[1]。
- このアルバムで初デジタル化および初登場となる曲も収録されている。

## 収録曲
1. STEPPIN' INTO YOUR WORLD（ステッピン・イントゥ・ユア・ワールド）
  - 作詞:奈良橋陽子　作曲・編曲:ミッキー吉野
2. NOW YOUR DAYS(Single Version)（ナウ・ユア・デイズ(シングル・ヴァージョン)）
  - 作詞:奈良橋陽子　作曲:タケカワユキヒデ　編曲:ミッキー吉野
    - 「ナウ・ユア・デイズ」のシングル・ヴァージョンはこれまで一度もデジタル化されておらず、今回が初デジタル化となった。アナログレコードからの盤起こしのためか、わずかに針音が聞こえる。
3. WHERE'LL WE GO FROM NOW（はるかな旅へ）
  - 作詞:奈良橋陽子　作曲:タケカワユキヒデ　編曲:ミッキー吉野
4. TAKING OFF!（テイキング・オフ!）
  - 作詞:奈良橋陽子　作曲:タケカワユキヒデ　編曲:ミッキー吉野
    - シングル『銀河鉄道999』のB面に収録されていた「テイキング・オフ!」の英語版。存在こそ知られていたものの、シングル発売から32年越しで初収録となった。
5. RED CHAPEAU（レッド・シャポー）
  - 作詞:ミッキー吉野、Tommy Snyder　作曲・編曲:ミッキー吉野
6. YELLOW CENTER LINE(Single Version)（イエロー・センター・ライン(シングル・ヴァージョン)）
  - 作詞:奈良橋陽子　作曲:タケカワユキヒデ　編曲:ミッキー吉野
7. SPRINTER LIFTBACK（スプリンター・リフトバック）
  - 作詞:奈良橋陽子　作曲:タケカワユキヒデ　編曲:ミッキー吉野
8. MIRAGE（ミラージュのテーマ）
  - 作詞:奈良橋陽子　作曲:タケカワユキヒデ　編曲:ミッキー吉野
9. 銀河鉄道999（THE GALAXY EXPRESS 999）
  - 作詞:奈良橋陽子、山川啓介　作曲:タケカワユキヒデ　編曲:ミッキー吉野
10. SIGHTS AND SOUNDS（サイツ&サウンズ）
  - 作詞:奈良橋陽子　作曲:タケカワユキヒデ　編曲:ミッキー吉野
11. PRELUDE（プレリュード）
  - 作詞:奈良橋陽子　作曲:タケカワユキヒデ　編曲:ミッキー吉野
12. LIGHTING MAN（ライティング・マン）
  - 作詞:奈良橋陽子　作曲・編曲:ミッキー吉野
13. EVERY CHILD HAS A BEAUTIFUL NAME（ビューティフル・ネーム）
  - 作詞:奈良橋陽子　作曲:タケカワユキヒデ　編曲:ミッキー吉野
14. CHERRIES WERE MADE FOR EATING（君は恋のチェリー）
  - 作詞:H.E.R BARNES　作曲・編曲:ミッキー吉野
15. TRY TO WAKE UP TO A MORNING（トライ・トゥ・ウェイク・アップ・トゥ・ア・モーニング）
  - 作詞:奈良橋陽子　作曲・編曲:ミッキー吉野
16. DEAD END~LOVE FLOWERS PROPHECY（デッド・エンド〜ラヴ・フラワーズ・プロフェシー）
  - 作詞:奈良橋陽子（「DEAD END」）、Tommy Snyder（「LOVE FLOWERS PROPHECY」）　作曲:タケカワユキヒデ（「DEAD END」）、Steven Schoenberg（「LOVE FLOWERS PROPHECY」）　編曲:ミッキー吉野
17. TEARS（ティアーズ）
  - 作詞・作曲:Tommy Snyder　編曲:ミッキー吉野
18. THE X-RAY VISION OF A POET（モナリザも泣いてる）
  - 作詞:WILL WILLIAMS　作曲:タケカワユキヒデ　編曲:ミッキー吉野
19. WHAT MORE CAN I SAY（ホワット・モア・キャン・アイ・セイ）
  - 作詞:WILL WILLIAMS　作曲:タケカワユキヒデ　編曲:ミッキー吉野
20. THE ROAD OF SILK AND SPICE（シルク・アンド・スパイス）
  - 作詞:奈良橋陽子　作曲:タケカワユキヒデ　編曲:ミッキー吉野
21. THE BIRTH OF THE ODYSSEY～MONKEY MAGIC（ザ・バース・オブ・ジ・オデッセイ～モンキー・マジック)
  - 作詞:奈良橋陽子（MONKEY MAGIC）　作曲:ミッキー吉野（THE BIRTH OF THE ODYSSEY）、タケカワユキヒデ（MONKEY MAGIC）　編曲:ミッキー吉野
22. ホーリー&ブライト（HOLY AND BRIGHT）
  - 作詞:奈良橋陽子、山上路夫　作曲:タケカワユキヒデ　編曲:ミッキー吉野
23. ガンダーラ（GANDHARA）
  - 作詞:奈良橋陽子、山上路夫　作曲:タケカワユキヒデ　編曲:ミッキー吉野
24. SUITE:PEACE（平和組曲）
  - 作詞:奈良橋陽子　作曲:Sir Edward William Elgar、タケカワユキヒデ　編曲:ミッキー吉野
25. THANK YOU, BABY(Complete Version)（サンキュー・ベイビー(コンプリート・ヴァージョン)）
  - 作詞:奈良橋陽子　作曲:タケカワユキヒデ　編曲:ミッキー吉野
    - アルバム『MAGIC MONKEY』に収録されていた曲で、前曲「WE'RE HEADING OUT WEST TO INDIA（ウェア・ヘディング・アウト・ウェスト・トゥ・インディア）」とクロス・フェードしていたが、クロス・フェードなしの完全版が初収録となった。